# مطار إينشي شوجيابينغ
مطار إينشي شوجيابينغ (بالإنجليزية: Enshi Xujiaping Airport)‏ و(بالصينية: 恩施许家坪机场) (إياتا: ENH، إيكاو: ZHES) مطار عام يقع بمدينة مدينة إنشي في خوبي في الصين. .

## شركات الطيران والوجهات
| شركـات طيـران            | الوجهات |
| ------------------------ | --- |
| Air Guilin               | مطار ونزهو يونجقيانج الدولي، مطار تشنغتشو الدولي، مطار تشوهاى جينوان |
| خطوط العاصمة بكين الجوية | مطار هايكو ميلان الدولي، مطار هانغتشو شياوشان الدولي، مطار نانجينغ الدولي، مطار شيان شيانيانغ الدولي                                                                                           |
| خطوط شرق الصين الجوية    | مطار بكين داشينغ الدولي، مطار قوييانغ لونغدونغابو الدولي، مطار نانتشانغ تشانغبى الدولي، مطار شانغهاي هونغكياو الدولي، مطار شانغهاي بودنغ الدولي، مطار ووهان الدولي، مطار ينتشوان هيدونج الدولي |
| خطوط جنوب الصين الجوية   | مطار قوانغتشو باييون الدولي، مطار ووهان الدولي، مطار شيامن قاوتشي الدولي |
| Fuzhou Airlines          | مطار فوتشو تشانغله الدولي، مطار لانتشو تشونغ تشوان |
| طيران لونج               | مطار هانغتشو شياوشان الدولي، مطار لانتشو تشونغ تشوان، مطار شينزين باوان الدولي، مطار تاييوان وسو الدولي، مطار شينينغ الدولي                                                                    |
| Ruili Airlines           | مطار كونمينغ جانغشوي الدولي، مطار تيانجين الدولي |
| خطوط شاندونغ الجوية      | مطار جينان الدولي، مطار نانينغ وشو الدولي، مطار غينغادو جياودونغ الدولي، مطار شنيانغ الدولي |
| سبرينغ (شركة طيران)      | مطار شانغهاي بودنغ الدولي |

## وصلات خارجية
- http://www.flightstats.com/go/Airport/airportDetails.do?airportCode=ENH